# Łęg (gmina)
Łęg – dawna gmina wiejska istniejąca do 1954 roku w woj. warszawskim, pomorskim i bydgoskim. Siedzibą władz gminy był początkowo Łęg, a następnie Włocławek, który stanowił odrębną gminę miejską.
W okresie międzywojennym gmina Łęg należała do powiatu włocławskiego w woj. warszawskim. 1 kwietnia 1938 roku gminę wraz z całym powiatem włocławskim przeniesiono do woj. pomorskiego.
Po wojnie gmina weszła w skład terytorialnie zmienionego woj. pomorskiego, przemianowanego 6 lipca 1950 roku na woj. bydgoskie. 1 lipca 1952 roku do gminy Łęg przyłączono część gminy Dobiegniewo (część gromady Wistka Królewska obejmująca grunty Skarbu Państwa o obszarze 1,72 ha). Według stanu z 1 lipca 1952 roku gmina była podzielona na 9 gromad.
Gmina została zniesiona 29 września 1954 roku wraz z reformą wprowadzającą gromady w miejsce gmin. Jednostki nie przywrócono 1 stycznia 1973 roku po reaktywowaniu gmin, a jej obszar wszedł głównie w skład nowej gminy Włocławek.
Zobacz też: gmina Łęg Tarnowski